# Anne-Marie de Hesse-Cassel
Anne-Marie de Hesse-Cassel (27 janvier 1567, Cassel - 21 novembre 1626, Neunkirchen) est une princesse de Hesse-Cassel par la naissance et par son mariage comtesse de Nassau-Sarrebruck.

## Biographie
Anne Marie est la fille aînée du comte Guillaume IV de Hesse-Cassel (1532-1592) de son mariage avec Sabine de Wurtemberg (1549-1581), fille du duc Christophe de Wurtemberg.
Elle épouse le 8 juin 1589, à Cassel, le comte Louis II de Nassau-Weilbourg (1565-1627). Il a rencontré Anne Marie lors de son Grand Tour et est bien reçu par le père d'Anne-Marie et de son oncle Louis IV de Hesse-Marbourg. En 1590, le couple s'installe avec le père de Louis, Albert de Nassau-Weilbourg à Ottweiler. En 1593, Louis a pris le gouvernement de Nassau-Weilbourg.
Anne Marie aide à organiser les secours aux pauvres et mis en place une pharmacie à la cour.
En 1626 Anne Marie s'enfuit devant la peste de Sarrebruck à Neunkirchen, où elle meurt de la peste. Anne Marie est enterrée dans la crypte de l'église collégiale de Saint-Arnual à Sarrebruck. Quelques années plus tôt, elle a construit cet imposant tombeau pour trois de ses enfants.

## Descendance
De son mariage avec Louis, Anna Maria a les enfants suivants:
- Guillaume de Nassau-Sarrebruck (1590-1640), comte de Nassau-Sarrebruck, marié en 1615, à la princesse Anne-Amélie de Bade-Durlach (1595-1651)
- Anne Sabine (1591-1593)
- Albert (1593-1595)
- Sophie Amélie (1594-1612)
- Georges Adolphe (1595-1596)
- Philippe (1597-1621)
- Louise Julienne (1598-1622)
- Maurice (1599-1601)
- Charles Ernest (1600-1604)
- Marie Élisabeth (1602-1626), mariée en 1624 au comte Frédéric X de Leiningen-Dagsbourg (1593-1651)
- Jean de Nassau-Idstein (1603-1677), Comte de Nassau-Idstein, marié d'abord en 1644, la princesse Madeleine-Sibylle de Bade-Durlach (1605-1644), puis remarié en 1646, à la comtesse Anne de Leiningen (1625-1668)
- Dorothée (1605-1620)
- Ernest Casimir de Nassau-Weilbourg (1607-1655), Comte de Nassau-Weilbourg, marié en 1634 à la comtesse Anne-Marie de Sayn-Wittgenstein (1610-1656)
- Othon (1610-1632), Comte de Nassau-Weilbourg en Neuweilnau